# Карпенко Сусанна Євгеніївна
Суса́нна Євге́ніївна Карпе́нко (нар. 28 січня 1978, м. Київ) — українська співачка, композиторка та дослідниця фольклору. Співкерівниця ансамблю українського аутентичного співу «Божичі», головна хормейстерка Національного академічного драматичного театру імені Івана Франка. Лауреатка Національної премії України імені Тараса Шевченка (2024) за виставу «Конотопська відьма».

## Біографія
Народилася у Києві. У шкільному віці почала займатися музикою, закінчила музичну школу екстерном. Закінчила Київський національний університет культури і мистецтв (факультет музичного мистецтва за спеціальністю «Фольклор»), співала в ансамблі «Древо». Займалася науковим дослідженням української народної культури.
Разом із чоловіком, музикантом та фольклористом Іллею Фетисовим, очолює ансамбль українського аутентичного співу «Божичі». Серед ключових напрямів активності ансамблю є наукове дослідження сіл України з метою запису зразків автентичного фольклору. У 2012 році брала участь у телешоу «Голос країни».
Викладала народний спів у Хоровій студії Національного заслуженого академічного народного хору України ім. Г. Верьовки, керувала дитячим фольклорним ансамблем «Райгородок» Київської дитячої школи мистецтв № 2. Працювала у Національному центрі народної культури «Музей Івана Гончара».
Із 2020 року працює у Національному академічному драматичному театрі імені Івана Франка, обіймає посаду головного хормейстера. Є частиною команди, яка у 2024 році була відзначена національною премією імені Тараса Шевченка за виставу «Конотопська відьма» за повістю Григорія Квітки-Основ'яненка (разом із режисером-постановником Іваном Уривським та художницею-постановницею Тетяною Овсійчук).
Одружена з Іллею Фетисовим, має доньку Серафину. Живе у Києві.